# Галліполі (Італія)
Галліполі, Ґалліполі (італ. Gallipoli, сиц. Caddhrìpuli) — місто і муніципалітет в Італії, у регіоні Апулія,  провінція Лечче.
Галліполі розташоване на березі затоки Таранто на відстані близько 510 км на південний схід від Рима, 155 км на південний схід від Барі, 34 км на південь від Лечче.
Населення — 20 766 осіб (2014).
Щорічний фестиваль відбувається 20 січня. Покровитель — San Sebastiano.

## Демографія
Населення за роками:

Станом на 1 січня 2023 року в муніципалітеті офіційно проживало 368 іноземців з 58 країн, серед них 132 громадяни країн Євросоюзу та 6 громадян України.

## Сусідні муніципалітети
- Алеціо
- Казарано
- Матіно
- Парабіта
- Саннікола
- Тав'яно